# Lone Larsen
Lone Larsen es una deportista danesa que compitió en triatlón. Ganó una medalla de plata en el Campeonato Europeo de Triatlón de 1992.

## Palmarés internacional
| Campeonato Europeo | Campeonato Europeo | Campeonato Europeo | Campeonato Europeo |
| Año                | Lugar              | Medalla            | Prueba             |
| ------------------ | ------------------ | ------------------ | ------------------ |
| 1992               | Lommel (Bélgica)   | Medalla de plata   | Individual         |